# Wilhelmus Schortinghuis
Wilhelmus Schortinghuis (Winschoten, 23 februari 1700 - Midwolda, 20 november 1750) was een Nederlandse gereformeerde predikant. Hij is vooral bekend geworden door zijn stichtelijke boek Het innige christendom (1740) en de door hem daarin geformuleerde "vijf nieten": ik wil niet, ik kan niet, ik weet niet, ik heb niet en ik deug niet, waarmee hij wilde duidelijk maken dat een mens niets kon bijdragen aan zijn behoud. Schortinghuis' theologie heeft een duidelijke mystieke inslag. Hij wordt beschouwd als vertegenwoordiger van de late fase van de Nadere Reformatie, die vaak als gereformeerd piëtisme wordt aangeduid.

## Levensloop
Wilhelmus Schortinghuis groeide op in een bakkersgezin in de Oostgroningse stad Winschoten. Van 1719 tot 1722 studeerde hij theologie aan de universiteit in Groningen. In 1722 werd hij tweede predikant in de Oost-Friese stad Weener. In deze stad beleefde hij een piëtistische bekeringservaring. Hierdoor ging hij veel waarde hechten aan een emotionele beleving van het christelijk geloof. In 1734 werd Schortinghuis predikant te Midwolda, wat hij tot zijn overlijden in 1750 bleef. In deze gemeente probeerde hij verder vorm te geven aan de idealen van de Nadere Reformatie. In zijn geval leidde dit tot zeer hoge eisen aan mensen die openbare belijdenis van het geloof wilden afleggen. Hij beschouwde het overgrote deel van zijn gemeente als onbekeerd.
Schortinghuis was gehuwd met Aletta Busz, wier vader Gerhardus predikant was van Uitwierde. Het echtpaar kreeg elf kinderen, van wie een dochter en vier zoons hun vader overleefden. De vier zoons werden allen predikant in Zeeland. Een vijfde zoon, die ook theologie studeerde was een half jaar voor zijn vader overleden.

## Het innige christendom
Wilhelmus Schortinghuis ontvouwde zijn theologische opvattingen in Het innige christendom dat in 1740 verscheen, toen hij 40 jaar oud was. Het boek was vanaf het begin omstreden, omdat Schortinghuis heel veel belang hechtte aan het beleven van het geloof. Hierdoor werd de indruk gewekt dat hij deze ervaringen belangrijker vond dan kennis van de Bijbel. Men vreesde dat het propageren van "geestelijke kennis" boven "letterkennis" ten koste zou gaan van kennis die men wel degelijk noodzakelijk achtte voor de gelovigen. Ook de wijze waarop hij beklemtoonde dat de mens niet in staat was om ook maar iets aan zijn eigen heil bij te dragen riep veel vragen op. Schortinghuis had dit samengevat in de als "zalig" of "dierbaar" getypeerde "vijf nieten": ik wil niet, ik kan niet, ik weet niet, ik heb niet en ik deug niet. Zijn tegenstanders meenden dat er hierdoor alleen maar lijdelijkheid zou ontstaan, dat wil zeggen dat de mensen zich niet meer zouden inspannen om kennis van het christelijk geloof te verkrijgen of een goed leven te leiden. 
Schortinghuis had de nodige problemen om een kerkelijke goedkeuring voor de uitgave te krijgen. Deze approbatie was verplicht voor leden van de gereformeerde kerk die theologische boeken wilden uitgeven. Na de publicatie van Het innige christendom begon een hevig debat over de inhoud van het boek, waarin ook Schortinghuis' opvatting dat het mogelijk was om te oordelen over iemands geloofsleven, sterk bekritiseerd werd.

## Overige werken en invloed
Naast Het innige christendom en enkele pamfletten ter verdediging daarvan, publiceerde Schortinghuis nog enkele bundels met stichtelijke liederen en een paar dogmatische werken. Hierin beklemtoonde hij dat hij zich beschouwde als een theoloog die volledig instemde met de gereformeerde leer. Zijn werk wordt incidenteel nog herdrukt en gelezen in bevindelijk-gereformeerde kring. 

## Voornaamste publicaties
- Geestelike gesangen tot ontdekkinge, overtuiginge, bestieringe, en opwekkinge van allerley soorten van menschen, so onbekeerde, als ook bekeerde, als mede enige beknopte gesangen over de voornaamste goddelyke waarheden: waar agter nog gevoegt is een lyk-gedigt over den doot van den eerw: Godz: heer Sicco Tjaden, (Groningen, 1727; 8e druk: Barneveld, 2002, met muzieknotatie) ISBN 90-5551-262-1
- Bevindelike gesangen, vertonende een uitverkoren sondaar in syne natuirstaat, an sig selfs ontdekt en geheyligt (Groningen, 1729; 5e druk: Nijkerk, 1865)
- Nodige waarheden in het herte van een christen (Groningen, 1738; 4e druk: Groningen, 1765)
- Het innige christendom tot overtuiginge van onbegenadigde, bestieringe en opwekkinge van begenadigde zielen, in desselfs allerinnigste en wesentlikste deelen gestaltelik en bevindelik voorgestelt in t'zamenspraken (Groningen, 1740; 8e druk: Utrecht, 1981) ISBN 90-331-0289-7
- De geborene Christus, of Geestelike bedenkingen, over de verborgentheid der godsaligheid die groot is (Groningen, 1746; 2e druk: Ermelo, 2004) ISBN 90-76731-47-0